# Vägen med min Jesus går
Vägen med min Jesus går är en psalm med text och musik av Werner Skibstedt. Texten översattes 1930 till svenska av Paul Ongman.

## Publicerad i
- Segertoner 1930 som nr 393.
- Segertoner 1988 som nr 647 under rubriken "Pilgrimsvandringen".[1]